# Ожвольдик, Кароль
Кароль Ожвольдик (чеш. Karol Ožvoldík; 23 января 1910, Копчаны — 18 октября 1944, Шваб, ныне Крупина) — словацкий партизан времён Второй мировой войны, участник Словацкого национального восстания.

## Биография
Родился 23 января 1910 в Копчанах. Родители: Юлиус Ожвольдик и Амалия Ожвольдикова (в девичестве Штетинова). С 1940 по 1942 годы обучался в военной академии в Банске-Бистрице. Служил в словацкой армии, командовал батареей горных орудий в Раславице. Дезертировал из армии, в дни Словацкого национального восстания примкнул к партизанам. Служил в партизанском отряде имени Александра Невского. Был женат, супругу звали Эмилия (в девичестве Гаврикова).
Погиб 18 октября 1944 в дни немецкого наступления, когда его батарея вела бой против боевой группы «Шиль» на участке Пренчов — Крупина. Посмертно произведён в капитаны чехословацкой армии. На месте гибели установлен памятник погибшим партизанам (выгравировано имя Кароля), одна из улиц в Братиславе была переименована в его честь.